# Caryonosuchus
Caryonosuchus pricei
Genre
Espèces de rang inférieur
Armadillosuchus est un genre éteint de crocodyliformes, un clade qui comprend les crocodiliens modernes et leurs plus proches parents fossiles. Il est rattaché à la famille des Sphagesauridae au sein du clade des Ziphosuchia du sous-ordre des Notosuchia (ou notosuchiens en français). Il a vécu à la fin du Crétacé supérieur au Brésil.
Une seule espèce est rattachée au genre : Caryonosuchus pricei, décrite en 2011 par les paléontologues Alexander W. A. Kellner, Diogenes A. Campos, Douglas Riff et Marco Brandalise de Andrade.

## Étymologie
Le nom de genre Caryonosuchus est composé des mots  du grec ancien cáryon, « protubérance » et Soũkhos, « crocodile » pour donner « crocodile à protubérance ».
Le nom spécifique honore le paléontologue brésilien Llewellyn Ivor Price qui a érigé le genre Sphagesaurus, et décrit dans un anuscript non publié l'holotype de Caryonosuchus.

## Découverte et datation
Le spécimen holotype et seul fossile connu, référencé DGM 1411-R, est constitué d'une partie antérieure d'un crâne et de sa mandibule. Il a été découvert près de la ville de Presidente Prudente dans l'ouest de l'État de São Paulo au Brésil.
Ces restes de l'animal proviennent de la formation géologique d'Adamantina du Crétacé supérieur dont l'âge plus précis est discuté entre le Turonien et le Maastrichtien. Selon Judd A. Case en 2017, la formation daterait du Maastrichtien (au sommet du Crétacé supérieur), soit il y a environ entre 72,2 et 66,0 millions d'années. Cette formation a livré plusieurs espèces de Crocodyliformes dont plusieurs Sphagesauridae.

## Description
C'est un Crocodyliformes terrestre qui montre au moins trois autapomorphies (caractères uniques), dont le plus notable est la présence de tubercules en forme de corne sur son museau au niveau des os maxillaire et prémaxillaire. 

## Classification
Caryonosuchus est classé comme un Notosuchia de la famille des Sphagesauridae. Il y est placé en groupe frère du genre Armadillosuchus par Diego Pol et ses collègues en 2014.